# Maki Watase
Pour les articles homonymes, voir Watase.
Maki Watase (渡瀬 マキ, Watase Maki), née le 22 février 1969 à Toba dans la préfecture de Mie, au Japon, est une chanteuse japonaise. Elle débute en 1987 en tant qu'idole japonaise, son nom étant alors écrit Maki Watase (渡瀬麻紀), et sort trois singles cette même année. Modifiant l'écriture de son prénom, elle devient en 1988 la chanteuse du groupe de rock LINDBERG qui remporte un grand succès pendant quinze ans. Elle sort trois albums en solo en parallèle au groupe, qui se sépare en 2002, à la suite de son mariage avec son guitariste, Tatsuya Hirakawa.

## Discographie

### Singles
- 1987 : パールモンド・ Kiss / 涙のキッス
- 1987 : I Love You / コラ! Lazy Boy
- 1987 : Knock Out (ノーカウント) / 雨は止まない

### Albums
- 1995 : Message d'amour
- 1997 : Double berry
- 2002 : Happiness on The Kitchen Table